# ما (فیلم ۲۰۱۴)
ما (به تلگو: Manam) فیلمی محصول سال ۲۰۱۴ و به کارگردانی ویکرام کومار است. در این فیلم بازیگرانی همچون آکنینی ناگیشور رائو، آکینی ناگرجونا، نگا چایتانیا، شریا سارن، سامانتا روت پرابو، ساپتاگیری، سارانیا پونوانان، تجاسوی مادیوادا ایفای نقش کرده‌اند.